# David Lynch
David Keith Lynch (Missoula, 20 gennaio 1946 – Los Angeles, 16 gennaio 2025) è stato un regista, sceneggiatore, attore, musicista, produttore cinematografico e pittore statunitense.

Firma di David Lynch

Regista tra i più importanti nella storia del cinema, nasce originariamente come pittore; le sue opere sono attualmente esposte in musei e gallerie d'arte come il Museum of Modern Art di New York e la Pennsylvania Academy of the Fine Arts di Filadelfia. Successivamente entra nel mondo del cinema divenendo regista, sceneggiatore e produttore, spesso anche nel ruolo di montatore, scenografo, progettista del suono e attore nei suoi stessi film. È occasionalmente musicista, cantante e scrittore. Nonostante non riscuota sempre successo al botteghino, Lynch è apprezzato dai critici e gode di un cospicuo seguito di fan.
Nel corso degli anni ha ricevuto tre nomination al Premio Oscar per la regia (per The Elephant Man, Velluto blu e Mulholland Drive), la Palma d'oro al Festival di Cannes 1990 per Cuore selvaggio, il Prix de la mise en scène a quello del 2001 con Mulholland Drive e il Leone d'oro alla carriera durante la 63ª Mostra internazionale d'arte cinematografica di Venezia, in occasione della proiezione in anteprima mondiale di Inland Empire - L'impero della mente nella sezione fuori concorso.
Nei primi anni Novanta fu la principale mente creativa della serie I segreti di Twin Peaks, divenuto un fenomeno culturale dall'enorme impatto mediatico. Nel 2017, dopo più di 25 anni dalla messa in onda della prima stagione, la serie revival Twin Peaks - Il ritorno riceve largo consenso: viene proiettata al Museum of Modern Art di New York in quanto il lavoro di Lynch viene considerato una "totale e libera espressione del suo genio" nonché capace di "accendere inebrianti dibattiti sulla natura della televisione stessa".
Lo stesso anno Twin Peaks attiva un vero e proprio dibattito sui limiti di demarcazione tra televisione e cinema, che diverrà ancor più acceso dopo la presa di posizione di Cahiers du cinéma, che nella propria classifica annuale proclama Twin Peaks - The Return il film più bello dell’anno. Nel dicembre del 2019 questo dibattito viene nuovamente rilanciato da Cahiers du cinéma, la quale proclama Twin Peaks - The Return ”il film più bello del decennio”. Nell'ottobre dello stesso anno Lynch viene premiato con l'Oscar alla carriera.

## Biografia

### I primi anni

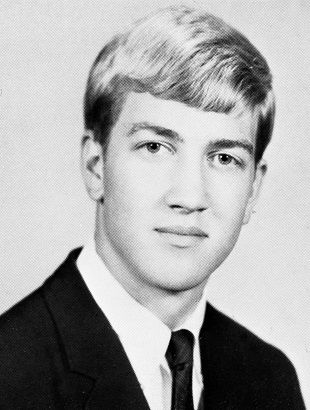
David Lynch nel 1964

David Lynch nasce a Missoula, nel Montana, il 20 gennaio 1946, da Edwina Sundholm (1919-2004) e Donald Walton Lynch (1915-2007). Trascorre l'infanzia nel nord-ovest degli Stati Uniti, abitando anche per alcuni periodi nello Stato di Washington e nell'Idaho. Il padre lavora come ricercatore del Dipartimento dell'Agricoltura degli Stati Uniti ed è spesso costretto a spostarsi per motivi di lavoro, soprattutto nel nord-est del paese. In Virginia, Lynch conosce il vicino di casa della sua ragazza: Toby Keeler, figlio di Bushnell Keeler, pittore: in alcune interviste, egli dichiarerà di aver sempre desiderato dipingere e che è da quel momento che inizia a credere di poter realizzare tale desiderio. Lynch frequenta gli scout ottenendo il rango di Eagle Scout (il massimo grado nello scautismo in America) e partecipa come maschera alla cerimonia di investitura del presidente John F. Kennedy.
Fin dall'adolescenza sogna di diventare un artista e per questo frequenta alcuni corsi alla Corcoran School of Art di Washington, mentre sta finendo le scuole superiori. Si iscrive in seguito per un anno alla School of the Museum of Fine Arts di Boston, periodo durante il quale lavora in un negozio di cornici. In quel tempo è stato un compagno di stanza di Peter Wolf. Tale incarico non dura a lungo perché viene licenziato a causa dei suoi ritardi. Decide quindi di partire per l'Europa con l'intenzione di studiare il pittore espressionista Oskar Kokoschka. Nonostante abbia progettato di restare 3 anni, torna negli Stati Uniti dopo soli 15 giorni. Il paesaggio pulito e perfetto di Salisburgo, città nella quale si era recato con l'amico Jack Fisk, non lo ispirava.

### Filadelfia e i cortometraggi
Nel 1966 Lynch si trasferisce a Filadelfia, dove frequenta la Pennsylvania Academy of Fine Arts e realizza complessi mosaici geometrici che intitola ‘Industrial Symphonies’. Qui inizia inoltre a fare le prime esperienze con la macchina da presa. Il suo primo cortometraggio, dal titolo Six Men Getting Sick, viene proiettato all'esibizione di fine anno e vince il concorso cinematografico annuale dell'accademia. In merito all'ispirazione per quest'opera, punto di mediazione tra dipinto e video, Lynch dichiarerà:
Grazie a questo primo cortometraggio, gli viene commissionata un'altra opera in forma di video da H. Barton Wasserman: il primo tentativo sarà un disastro, la macchina da presa non funzionava e la pellicola del girato è completamente rovinata. Al secondo tentativo, nel 1968, Lynch riesce a realizzare The Alphabet: questi primi lavori si configurano come degli ibridi, tra l'installazione e il cinema sperimentale.
Nel 1970 abbandona in parte il suo interesse per le arti visuali per dedicarsi principalmente alla regia. Vince una sovvenzione di 5.000 dollari da parte dell'American Film Institute per produrre The Grandmother, la storia di un bambino maltrattato che fa crescere una nonna da un seme. Il mediometraggio, che dura 34 minuti, già mostra alcuni elementi che diventeranno marchi di fabbrica di Lynch: un sonoro e un immaginario inquietante con una forte attenzione ai desideri inconsci. Il film è girato nella casa del regista, le cui pareti vengono, per l'occasione, dipinte completamente di nero.

### Eraserhead
(David Lynch)

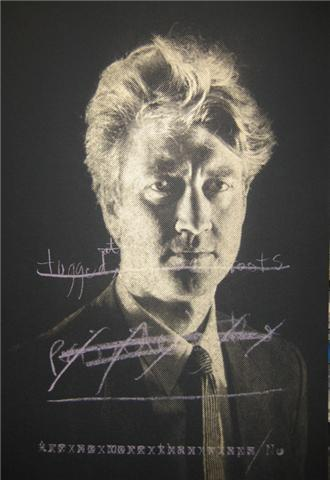
David Lynch in un ritratto fotografico di Derek Ridgers rielaborato da Danny Flynn

Nel 1970 si trasferisce a Los Angeles per frequentare il conservatorio dell'American Film Institute. Qui, grazie a una sovvenzione di 10 000 dollari dell'AFI, inizia a lavorare al suo primo lungometraggio, ma dopo un anno dall'inizio delle riprese termina il budget a sua disposizione. La lavorazione rallenta e procede a singhiozzo per diversi anni: il regista racimola soldi da parenti e amici e lavora consegnando quotidiani nel tentativo di raccogliere fondi e completare le riprese. Nel 1974, durante una delle pause forzate dalla lavorazione, Lynch gira il cortometraggio The Amputee, scritto e realizzato in un solo giorno sfruttando due videocassette di prova che il suo amico Frederick Elmes doveva testare per conto dell'AFI. Il macabro cortometraggio dura soltanto 5 minuti e Lynch vi figura anche come attore. Le riprese di Eraserhead - La mente che cancella terminano nel 1977, a sei anni dal loro inizio. Durante le riprese del film, i problemi finanziari portano Lynch anche a perdere la casa, costringendolo a dormire sul set.
Esordio del regista nel lungometraggio, Eraserhead - La mente che cancella ad oggi è considerato un capolavoro del cinema mondiale, nonché fonte d’ispirazione per altri registi: Stanley Kubrick dichiarò che Eraserhead era il suo film preferito e, durante le riprese di Shining, lo mostrò più volte al cast come esempio.
La pellicola racconta la storia di un giovane uomo tranquillo, interpretato da Jack Nance, che vive in una desolata area industriale, la cui fidanzata partorisce un bambino deforme. Lynch racconterà di Eraserhead - La mente che cancella come del suo Scandalo a Filadelfia (un film degli anni quaranta di George Cukor, con Katharine Hepburn e Cary Grant), spiegando che riflette le paure e i pericoli che ha incontrato studiando e vivendo a Filadelfia. Il film potrebbe riflettere indirettamente l'ansia e la paura del regista nei confronti della paternità, personificate entrambe nel mostruoso neonato. Il bambino deforme è stato probabilmente creato dal feto imbalsamato di un vitello, sebbene David Lynch non abbia mai confermato ciò o descritto come lo abbia animato. Durante le riprese, aveva persino fatto in modo che il proiezionista coprisse i suoi occhi quando le riprese con il bambino venivano effettuate, in modo che nessuno potesse sapere come è stato realizzato. Dopo aver completato il film, Lynch ha seppellito il "vitello imbalsamato" in una località sconosciuta. Alla festa di chiusura, il cast ha partecipato a una finta veglia funebre per quest’ultimo. David Lynch ha fornito commenti criptici sul mostruoso bambino, affermando cose come "è nato nelle vicinanze” o "forse è stato trovato".
Il film viene inizialmente giudicato impossibile da distribuire, ma grazie all'aiuto del distributore Ben Barenholtz viene proiettato negli spettacoli di mezzanotte per i successivi dieci anni e ottiene un sorprendente successo di critica, che lancia Lynch come rappresentante dell'avanguardia cinematografica postindustriale. La realizzazione di Eraserhead - La mente che cancella crea già una profonda unione nel gruppo di attori e tecnici che vi hanno partecipato e che continuerà a lavorare con Lynch negli anni successivi, in particolare l'operatore Frederick Elmes, il tecnico del suono Alan Splet e l'attore Jack Nance.

### Gli anni ottanta
Per il film The Elephant Man (1980) Lynch, Christopher De Vore, Eric Bergren, il produttore Jonathan Sanger e Stuart Cornfeld, assistente di Mel Brooks, sperano di ottenere finanziamenti dagli studios, che invece rifiutano uno dopo l'altro. Stuart Cornfeld fa leggere la sceneggiatura a Brooks, che chiede preliminarmente di vedere il film Eraserhead - La mente che cancella. Il film sembra interessargli molto e Brooks decide quindi di ingaggiare Lynch per dirigere questo biopic basato sulla storia di Joseph Merrick, uomo affetto da terribili deformità congenite, vissuto in età vittoriana. La pellicola riceve ben 8 candidature al Premio Oscar, incluse miglior regia e migliore sceneggiatura, rivelandosi un grandissimo successo di critica e di pubblico, lanciando Lynch nell'olimpo dei giovani registi più promettenti del nuovo decennio.
Dopo il grande successo di The Elephant Man (il film ad oggi con il maggior incasso della sua carriera), nel 1984 accetta di girare l'adattamento cinematografico del romanzo di fantascienza Dune di Frank Herbert, per conto del produttore italiano Dino De Laurentiis. Nonostante De Laurentiis speri di produrre un kolossal che ottenga grossi incassi, Dune è un fiasco sia al botteghino che per la critica: costato 45 milioni di dollari ne recupererà soltanto 27,4 Il montaggio del film è alterato da numerosi tagli e la versione cinematografica di 137 minuti venne ottenuta tagliando la versione originale di Lynch della durata di tre ore e mezzo, tanto da renderne la trama quasi incomprensibile.
Anni dopo lo studio di produzione distribuirà una versione allungata per la televisione, reinserendo alcune scene girate da Lynch e inizialmente eliminate. In ogni caso, questa seconda riedizione continuerà a non essere il film ideato da Lynch, ma sarà nient'altro che una versione alterata, tagliata dai produttori nel tentativo di rendere più comprensibile la trama. Lynch si opporrà a questa operazione e non riconoscerà come propria tale versione estesa, che riporta quindi accreditato come regista Allen Smithee (uno pseudonimo utilizzato da vari registi quando non concordano con l'intervento della produzione sul loro lavoro). L'esperienza di Dune è un trauma per Lynch, che non appena si era reso conto di non avere il controllo sul montaggio aveva perso ogni entusiasmo per la realizzazione. Da allora pretenderà il final cut da tutti i produttori con cui lavorerà. In questo periodo, Lynch riprende la propria attività di pittore e si dedica alla fotografia, realizzando una serie di paesaggi industriali.
Il secondo progetto di Lynch finanziato da De Laurentiis è Velluto blu (1986), la storia di uno studente del college (Kyle MacLachlan, già protagonista di Dune) che indaga su un orecchio mozzato che ha trovato in un campo. Da sottolineare nel film le performance di Isabella Rossellini nel ruolo di una tormentata cantante di club e di Dennis Hopper nei panni di un gangster crudele e sociopatico. Velluto blu ha un buon successo di critica e vale a Lynch la seconda candidatura all'Oscar al miglior regista. Il film mostra diversi elementi comuni alle sue opere: una donna in pericolo, il lato oscuro e nascosto di una piccola città e l'uso di canzoni d'epoca, come Blue Velvet di Bobby Vinton e In Dreams di Roy Orbison. Si tratta anche dell'opera che sancisce l'inizio del sodalizio del regista con il compositore Angelo Badalamenti, che continuerà in tutti i suoi successivi lungometraggi e in alcuni dischi, realizzati insieme. Grazie alla collaborazione con Badalamenti, l'utilizzo particolare del suono e della colonna sonora diventano un altro marchio di fabbrica dello stile lynchiano. Un altro incontro importante è quello con Mary Sweeney, assistente per Velluto blu e poi montatrice e produttrice di molti dei lavori successivi.

### Anni novanta

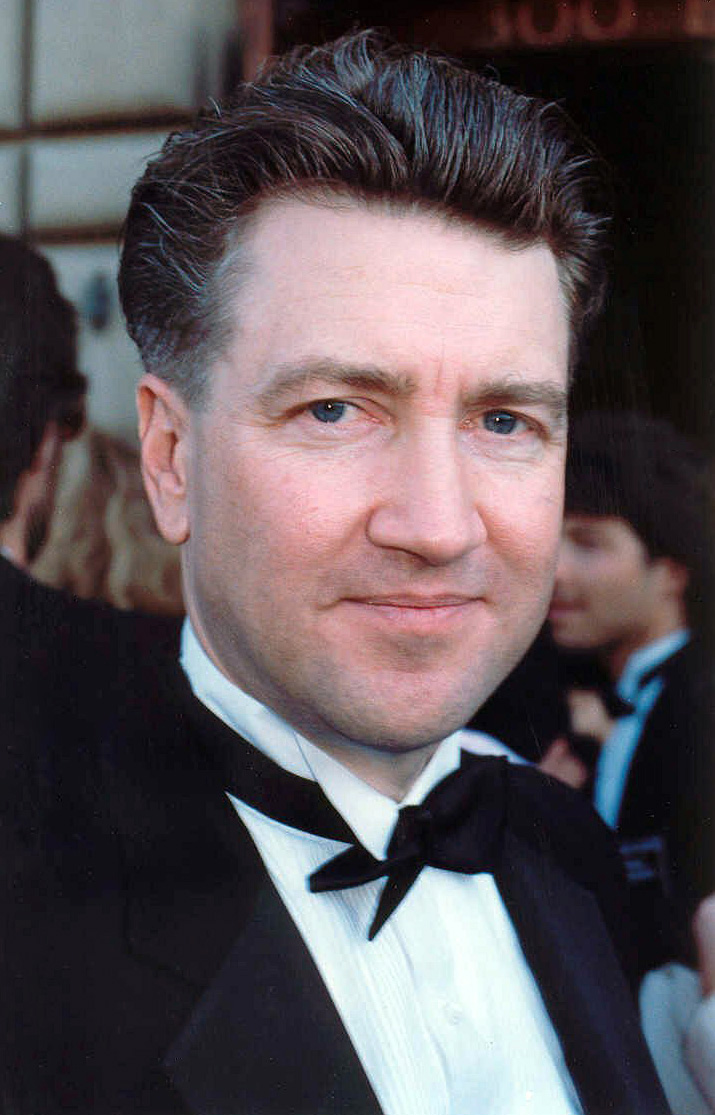
David Lynch ai Premi Emmy 1990

Alla fine degli anni ottanta, l'incontro con il produttore televisivo Mark Frost dà l'avvio a un progetto sulla vita di Marilyn Monroe, che dovrebbe intitolarsi The Goddess, come la biografia da cui prende spunto: il film non vedrà mai la luce, visto che l'interesse del regista si sposta verso la serie televisiva I segreti di Twin Peaks, che prende nome da una piccola città in cui accadono vicende strane e inquietanti. La serie è incentrata sulle indagini dell'agente dell'FBI Dale Cooper, interpretato ancora una volta da Kyle MacLachlan, riguardo alla morte di Laura Palmer, una studentessa delle scuole superiori, indagine che finirà per rivelare i segreti dei numerosi abitanti del luogo. Lynch dirige sei episodi della serie incluso l'episodio pilota, ne scrive diversi e appare in alcuni come attore, nei panni dell'agente FBI Gordon Cole.
La serie debutta sulla ABC l'8 aprile 1990 e passa da oggetto di culto a fenomeno popolare. Nessun altro progetto di Lynch raggiungerà un tale successo di pubblico. Alcune frasi del telefilm diventano dei tormentoni di uso comune e diverse parodie dei personaggi appaiono nel Saturday Night Live e ne I Simpson. A Lynch viene anche dedicata una copertina del Time grazie all'enorme successo della serie.
Nonostante il trionfo della prima stagione, Lynch entra in contrasto con la ABC su diverse questioni, in particolare sull'eventualità di rivelare o meno l'identità dell'assassino di Laura Palmer. La rete insiste nel volerne rivelare il nome durante la seconda serie, mentre Lynch vuole che il mistero resti tale fino alla fine. Presto il regista perde quindi entusiasmo nei confronti della serie e, dopo aver girato il pilota della seconda stagione, lascia tutto per dedicarsi alla realizzazione del film Cuore selvaggio. Basato sul romanzo omonimo di Barry Gifford, Cuore selvaggio viene interpretato da Nicolas Cage e Laura Dern e si pone a metà tra una crime story e un road movie. Il film vince la Palma d'oro al Festival di Cannes, ma riceve una risposta molto modesta dalla critica e dal pubblico statunitensi. A quanto si dirà, molte persone del pubblico che assistettero alle proiezioni di prova abbandonarono la sala a causa di alcune scene molto violente, poi eliminate nel montaggio finale.

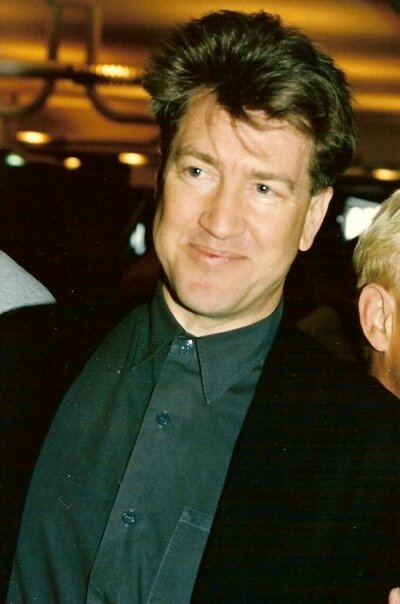
David Lynch al Festival di Cannes 1990

Il collegamento mancante tra Twin Peaks e Cuore selvaggio è Industrial Symphony No. 1: The Dream of the Brokenhearted. Viene presentato a teatro alla Brooklyn Academy of Music di New York il 10 novembre 1989 in occasione del New Wave Music Festival. Industrial Symphony No. 1 è un'altra collaborazione tra Lynch e Angelo Badalamenti. La colonna sonora contiene dieci canzoni di Julee Cruise. Lynch descriverà questo spettacolo musicale come "effetti sonori e musica e... azione sul palco. E ha qualcosa a che fare con, uhm, una relazione che finisce". Nel 1990 verrà prodotto un video di 50 minuti della performance, mai distribuito in Italia.
Nel frattempo, Twin Peaks soffre di diverse interruzioni della programmazione nei palinsesti televisivi, per essere infine cancellata nel 1991. Lynch scrive dunque un prequel della serie, sugli ultimi sette giorni di vita di Laura Palmer. Il film, Fuoco cammina con me, girato nel 1992, si rivela un flop sia negli Stati Uniti che in Europa e riceve le peggiori critiche della carriera di Lynch. Ciononostante, ottiene buon successo in Giappone e risulta comunque uno dei suoi film più rappresentativi. Nel film recita una breve parte anche il celebre cantante britannico David Bowie.
Nel 1992, Lynch e Mark Frost scrivono e dirigono diversi episodi della serie televisiva Un catastrofico successo sempre per la ABC. Dei 7 episodi girati, solo 3 vengono trasmessi dalla rete. In questo periodo Lynch produce, sempre con Frost, e dirige anche la serie documentaristica American Chronicles. Il suo successivo progetto, dello stesso anno, sarà di basso profilo: dirige due dei tre episodi della miniserie della HBO Hotel Room su avvenimenti accaduti a distanza di decenni nella stessa camera d'albergo.
Nel 1997 Lynch dirige Strade perdute, scritto assieme a Barry Gifford, autore anche del romanzo da cui il film è tratto, interpretato da Bill Pullman e Patricia Arquette. Il film è un noir non-lineare, la cui struttura narrativa è stata spesso paragonata a quella del Nastro di Möbius. Il film riceve scarso successo di pubblico e recensioni contrastanti tra la critica, benché sia ben presto diventato un cult e sia stato rivalutato su vasta scala da tutti i critici.
Nel 1999, Lynch sorprende fan e critica con Una storia vera, scritto da Mary Sweeney. Il film, distribuito dalla Disney, racconta la storia realmente accaduta di Alvin Straight, interpretato da Richard Farnsworth, un anziano dell'Iowa che percorre 600 km su un tagliaerba a motore per raggiungere il fratello malato con cui aveva rotto i rapporti anni prima. Il film, dallo stile e tematiche completamente diversi dalle sue precedenti produzioni, riceve critiche entusiastiche.

### Anni duemila

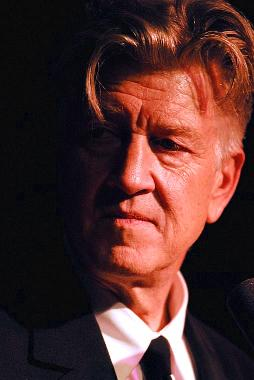
David Lynch nel 2007

Nel 1999, contatta di nuovo la ABC con un'idea per una serie tv. La rete dà il via libera per le riprese di un episodio pilota di due ore dal titolo Mulholland Drive, ma rimane insoddisfatta del contenuto, lasciando in sospeso il progetto a tempo indeterminato. Grazie a 7 milioni di dollari finanziati dal grande distributore francese Canal Plus, termina il pilota e lo trasforma in un film autoconclusivo. Mulholland Drive è un enigma che si svolge nel lato oscuro della grande Los Angeles ed è interpretato da Naomi Watts, Laura Harring e Justin Theroux. L'opera vale a Lynch il Prix de la mise en scène come miglior regista al 54º Festival di Cannes, il premio come miglior regista della New York Film Critics Association e la sua terza nomination al Premio Oscar come miglior regista.
Nel 2002, Lynch realizza per i suoi fan una sitcom surreale di 8 episodi impersonata da conigli dal titolo Rabbits, distribuita attraverso il suo sito ufficiale. Più tardi gira diversi esperimenti in Digital Video, come il corto in stile thriller Darkened Room. Nel 2005, Lynch crea una serie di corti online dal titolo Dumbland. Si tratta di 8 episodi volutamente crudi nei contenuti e nella realizzazione inizialmente disponibili solo sul suo sito ufficiale e successivamente pubblicati in DVD.

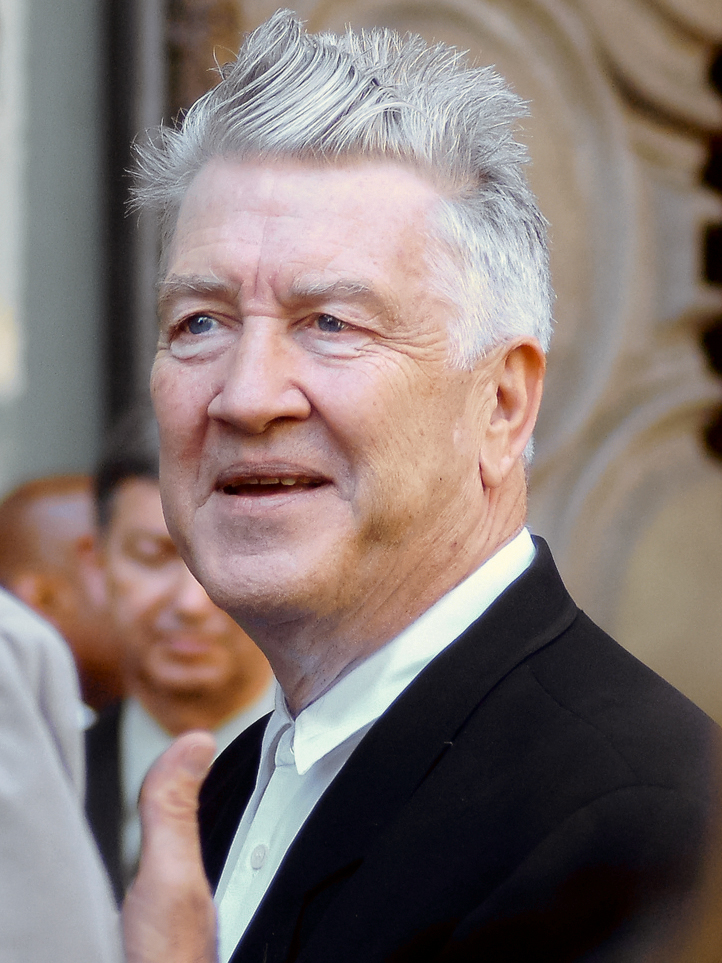
David Lynch nel 2011

A partire dal 2005 David Lynch lavora al suo nuovo film, Inland Empire - L'impero della mente, interpretato da Laura Dern, Harry Dean Stanton, Justin Theroux e Jeremy Irons: è girato in parte a Los Angeles e in parte in Polonia, interamente in digitale. Lynch lo descrive come "un mistero su una donna in pericolo", senza voler rivelare ulteriori particolari. Secondo il regista si tratta di un nuovo esperimento girato senza la presenza di un copione, costruendo le scene una dopo l'altra in base alle precedenti. Presentato ufficialmente alla 63ª Mostra internazionale d'arte cinematografica di Venezia il 6 settembre 2006, serata durante la quale il regista riceve il Leone d'oro alla carriera, esce nelle sale degli Stati Uniti a dicembre 2006.
Il 23 marzo 2011 torna dietro la macchina da presa per catturare l'energia del concerto dei Duran Duran al Mayan Theater di Los Angeles. Il regista statunitense ha deciso di dirigere la performance della band simbolo degli anni ottanta in streaming. Da quel concerto, montato in diretta da Lynch, è nato Duran Duran: Unstaged.
Il 6 ottobre 2014 Lynch annuncia la produzione di una nuova stagione di nove episodi de I segreti di Twin Peaks, realizzati insieme a Mark Frost e previsti per il 2016 su Showtime. Lynch e Frost scriveranno tutti gli episodi. Nell'aprile 2015 Lynch annuncia di aver abbandonato il progetto a causa del budget troppo basso, ma che tuttavia la serie è ancora in lavorazione. Tuttavia il 15 maggio 2015 Lynch dichiara di aver risolto le divergenze creative con Showtime e di essere tornato a lavorare sul revival. Poco dopo il CEO di Showtime David Nevins conferma il ritorno di Lynch, annunciando che il regista avrebbe diretto tutti gli episodi, e che l'ordine originale di nove episodi era stato esteso a diciotto episodi. In questa nuova stagione, Lynch si occupa della sceneggiatura, della regia e del montaggio, tornando anche a recitare nei panni di Gordon Cole. Tale serie, intitolata semplicemente Twin Peaks, viene trasmessa negli Stati Uniti a partire dal 21 maggio su Showtime. In essa ritorna la maggior parte del cast di attori che aveva preso parte alla serie negli anni novanta e al film Fuoco cammina con me, con l'inserimento di nuovi attori, anche di fama internazionale (tra cui Naomi Watts, Jim Belushi e Tim Roth).
Nel 2022 fa la sua ultima apparizione sul grande schermo nel film The Fabelmans, di Steven Spielberg, dove interpreta il regista John Ford.

### Problemi di salute e morte
Nell'agosto 2024, nel corso di un'intervista rilasciata per la rivista Sight and Sound, ha annunciato di aver iniziato a soffrire di enfisema a causa del fumo di cui ha fatto abuso da quando aveva otto anni fino al 2022, due anni prima che gli venisse diagnosticata la malattia. Muore il 16 gennaio 2025, quattro giorni prima del suo 79º compleanno, mentre si trova in casa della figlia Jennifer a Los Angeles.

## Altre attività
Lynch ha parlato del pittore Francis Bacon come "il migliore, il pittore numero uno, un eroe". Fino alla morte ha creato nuove installazioni d'arte, dipinti e fotografie. Nel tempo libero progettava e costruiva mobili di legno, ha dichiarato di aver imparato per merito del padre che aveva un laboratorio e anche che avesse intenzione di voler imparare a lavorare il metallo. Lynch è stato anche l'autore di una striscia umoristica dal titolo The Angriest Dog in the World.
Ha scritto anche alcuni libri. Nel 1991, assieme a Mark Frost e Richard Saul Wurman, ha scritto il libro Welcome to Twin Peaks. Lynch si diletta anche nella composizione musicale sperimentale assieme ad alcuni compositori, ha realizzato alcune esibizioni live e alcuni dischi.
Ha ideato la mostra The Air Is on Fire, ospitata presso la Fondation Cartier pour l'art contemporain di Parigi nel 2007. La suddetta mostra è stata successivamente trasferita presso la Triennale di Milano (9 ottobre 2007 - 13 gennaio 2008); in tale occasione è stata arricchita di un'opera d'arte a muro. Alla mostra sono stati esposti i suoi schizzi su carta, su tovaglioli di carta e su scatole di fiammiferi; i suoi dipinti che si sviluppano anche in tre dimensioni, le sue fotografie sul nudo, con immagini ritoccate al computer fino al punto di renderle inverosimili. Per l'occasione Lynch ha anche progettato un salotto tridimensionale in misure verosimili a quelle di un salotto reale, come se si trattasse di un pezzo del set di un suo film. Alla mostra è stato anche possibile visionare, in un piccolo cinema dall'aspetto teatrale (ricostruzione perfetta del piccolo teatro filmato in Eraserhead - La mente che cancella, lampadine comprese), le sue pellicole sperimentali, oltre ai primi cortometraggi. La mostra The Air Is on Fire è stata inoltre occasione per dare avvio a una collaborazione artistica con Christian Louboutin; in questa sede infatti Lynch ha riproposto in chiave totemica i famosi souliers dello stilista francese dalla suola rossa e tacco vertiginoso.
Dall'intensa collaborazione tra Lynch e Louboutin è nata la mostra Fetish, un'intrigante esposizione fotografica ospitata presso la Galerie du Passage a Parigi dal 20 settembre al 20 ottobre 2007. Le 26 fotografie immortalano dei souliers-sculture feticisti all'interno di un'ambientazione visionaria e spettrale. Lynch ha anche progettato davidlynch.com, un sito a pagamento riservato ai membri registrati dove pubblicava cortometraggi, interviste e altre produzioni. Il sito ospitava giornalmente una rubrica sulle condizioni del tempo, dove Lynch dava una breve descrizione delle condizioni climatiche di Los Angeles, città dove ha vissuto fino alla morte.
Il video musicale della canzone Shot in the Back of the Head di Moby è stato pubblicato il 14 aprile 2009 su Pitchfork.tv. Regista e autore del video in animazione è stato lo stesso Lynch. 
L'8 novembre 2011 esce il suo primo album da cantante e musicista: Crazy Clown Time. Il video musicale della canzone Crazy Clown Time dell'omonimo album di David Lynch è stato pubblicato il 3 aprile 2012 su Youtube. Regista e autore del video è lo stesso Lynch. Il 10 luglio 2013 esce il suo secondo album in studio, The Big Dream, che vede la collaborazione, alla chitarra, del figlio Riley e dell'artista svedese Lykke Li.
Nel 2018 esce un nuovo album di inediti registrato in concomitanza con la produzione di Fuoco cammina con me ma rimasto inedito per 26 anni; l'album si chiama Thought Gang e rispecchia la formazione di allora ovvero Lynch alla voce e Badalamenti al piano. Il risultato è un mix abbastanza riuscito di musiche jazz-industrial.
Nel 2019, a 73 anni, Lynch apre un canale su YouTube intitolato David Lynch Theater, dove riprende la sua vecchia rubrica mattutina sul meteo a Los Angeles e contemporaneamente pubblica cortometraggi e tutorial.

## Vita privata
Lynch è stato sposato quattro volte, la prima con Peggy Reavey dal 1967 al 1974, dal quale ha avuto una figlia, Jennifer (1968). Nel 1977 ha sposato Mary Fisk e la coppia ha avuto un figlio, Austin Jack (1982). Si sono separati nel 1985 e hanno ufficialmente divorziato nel 1987. Tra il 1986 e il 1991 ha avuto una relazione con l'attrice Isabella Rossellini. Nel maggio del 2006 ha sposato Mary Sweeney, per poi divorziare il mese successivo. I due, avevano avuto un figlio, Riley nel 1992. Tre anni dopo ha sposato Emily Stofle e hanno avuto una figlia, Lula Boginia (2012). Nel 2023 Stofle ha chiesto il divorzio, nel dicembre 2024 era stato trovato l'accordo, ma non è stato finalizzato a causa della morte di Lynch.

## Filmografia

### Regista

#### Cinema
- Eraserhead - La mente che cancella (Eraserhead) (1977)
- The Elephant Man (1980)
- Dune (1984)
- Velluto blu (Blue Velvet) (1986)
- I segreti di Twin Peaks (1990) (montaggio alternativo del pilot con nuove scene, direct to video)
- Cuore selvaggio (Wild at Heart) (1990)
- Fuoco cammina con me (Twin Peaks: Fire Walk with Me) (1992)
- Strade perdute (Lost Highway) (1997)
- Una storia vera (The Straight Story) (1999)
- Mulholland Drive (2001)
- Inland Empire - L'impero della mente (Inland Empire) (2006)
- Twin Peaks: The Missing Pieces (2014)

#### Televisione
- I segreti di Twin Peaks (Twin Peaks) – serie TV, 30 episodi (1990-1991)
- American Chronicles – serie di 13 documentari TV (1990)
- Un catastrofico successo – serie TV (1992)
- Hotel Room – film TV (1993)
- Twin Peaks – serie TV, 18 episodi (2017)

#### Cortometraggi
- Sailing with Bushnell Keeler (1967)
- Six Men Getting Sick (Six Times) (1967)
- Absurd Encounter with Fear (1968)
- Fictitious Anacin Commercial (1968)
- The Alphabet (1968)
- The Grandmother (1970)
- The Amputee (1974)
- The Cowboy and the Frenchman (1988) - episodio di Les Français vu par...
- Lumière: Premonition Following an Evil Deed (1995) - episodio di Lumière and Company
- Pierre and Sonny Jim (2001)
- Head with Hammer (2001)
- Factory Mask (2001)
- Dead Mouse with Ants (2002)
- Ball of Bees #1 (2002)
- Darkened Room (2002)
- The Pig Walks (2002)
- The Disc of Sorrow Is Installed (2002)
- Rabbits (2002) - serie di 8 cortometraggi
- Dumbland (2002) - serie di 8 cortometraggi d'animazione
- Cannes Diary (2002) - serie di videosaggi
- Laura Palmer (2002)
- Coyote (2002)
- Lamp (2003)
- BlueBob Egg (2004)
- Bug Crawls (2004)
- Scene from a David Lynch DV Project (2005) - promozionale per Avid Technology
- Out Yonder (2007) - serie di 3 cortometraggi
- Absurda (2007) - episodio di Chacun son cinéma - A ciascuno il suo cinema
- Boat (2007)
- Intervalometer Experiments (2007)
- Ballerina (2007)
- Blue Green (2007)
- David Lynch Cooks Quinoa (2007)
- Industrial Soundscape (2008)
- Early Experiments (2008)
- Twin Peaks Festival Greeting (2008)
- Hollyshorts Greeting (2008)
- Dream #7 (2009)
- Lady Blue Shanghai (2010) - promozionale per Dior
- The 3 Rs (2011)
- Memory Film (2012)
- Idem Paris (2013)
- Between Two Worlds (2014)
- Fire (Pozar) (2015)
- What Did Jack Do? (2017)
- This Video of David Lynch Is Not What It Seems (2018) - spot per la raccolta fondi della campagna Omaze
- Ant Head (2018)
- Waiting for Mr. Lynch (2018)
- The Story of a Small Bug (2020)
- The Adventures of Alan R. (2020)
- The Spider and the Bee (2020)
- How Was Your Day Honey? (2020)

#### Documentari
- Where Are the Bananas? (2002)
- Duran Duran: Unstaged (2011)

### Attore
- Sailing with Bushnell Keeler, regia di David Lynch – cortometraggio (1967)
- The Amputee, regia di David Lynch – cortometraggio (1974)
- Heart Beat, regia di John Byrum (1980) - non accreditato
- Dune, regia di David Lynch (1984) - non accreditato
- Zelly and Me, regia di Tina Rathborne (1988)
- I segreti di Twin Peaks – serie TV (1990-1991) - Agente FBI Gordon Cole
- Fuoco cammina con me (Twin Peaks: Fire Walk with Me), regia di David Lynch (1992) - Agente FBI Gordon Cole
- Nadja, regia di Michael Almereyda (1994) - cameo
- Pierre and Sonny Jim, regia di David Lynch – cortometraggio (2001)
- Does That Hurt You?, regia di Agnieszka Jurek – cortometraggio (2002)
- The Disc of Sorrow Is Installed, regia di David Lynch – cortometraggio (2002)
- Dumbland, regia di David Lynch (2002) - voce
- BlueBob Egg, regia di David Lynch – cortometraggio (2004)
- Inland Empire - L'impero della mente, regia di David Lynch (2006) - voce, non accreditato
- Lamp, regia di David Lynch – cortometraggio (2007)
- Boat, regia di David Lynch – cortometraggio (2007)
- Blue Green, regia di David Lynch – cortometraggio (2007)
- David Lynch Cooks Quinoa, regia di David Lynch – cortometraggio (2007)
- Early Experiments, regia di David Lynch – cortometraggio (2008)
- Twin Peaks Festival Greeting, regia di David Lynch – cortometraggio (2008)
- Hollyshorts Greeting, regia di David Lynch – cortometraggio (2008)
- The Soul Detective, regia di Davi de Oliveira Pinheiro – cortometraggio (2009)
- The Cleveland Show – serie TV (2010-2013) - voce
- I Griffin – serie TV, episodi 8x11-15x9 (2010-2016) - voce
- Louie – serie TV), episodi 3x11-3x12 (2012) - Jack Dall
- Memory Film, regia di David Lynch – cortometraggio (2012)
- Between Two Worlds, regia di David Lynch – cortometraggio (2014)
- La festa delle fidanzate, regia di Michael Stephenson (2017) - voce narrante
- Lucky, regia di John Carroll Lynch (2017)
- Twin Peaks – serie TV (2017) - Agente FBI Gordon Cole
- What Did Jack Do?, regia di David Lynch – cortometraggio (2017)
- The Black Ghiandola, regia di Sam Raimi, Catherine Hardwicke e Theodore Melfi – cortometraggio (2017)
- This Video of David Lynch Is Not What It Seems, regia di David Lynch – cortometraggio (2018)
- Robot Chicken – serie TV, episodio Endgame (2020)
- The Fabelmans, regia di Steven Spielberg (2022)

### Sceneggiatore
- Eraserhead - La mente che cancella (Eraserhead) (1977)
- The Elephant Man (1980)
- Dune (1984)
- Velluto blu (Blue Velvet) (1986)
- Cuore selvaggio (Wild at Heart) (1990)
- Fuoco cammina con me (Twin Peaks: Fire Walk with Me) (1992)
- Strade perdute (Lost Highway) (1997)
- Mulholland Drive (2001)
- Inland Empire - L'impero della mente (Inland Empire) (2006)

### Produttore, montatore e compositore
- Eraserhead - La mente che cancella (Eraserhead) (1977)
- Inland Empire - L'impero della mente (Inland Empire) (2006)
- My Son, My Son, What Have Ye Done (2009)

### Direttore della fotografia
- Inland Empire - L'impero della mente (Inland Empire) (2006)

### Effetti speciali
- Eraserhead - La mente che cancella (Eraserhead) (1977)

## Teatro
- Industrial Symphony No. 1: The Dream of the Brokenhearted (1989)

## Videoclip
- Chris Isaak - Wicked Game (1989)
- Moby - Shot in the Back of the Head (2009)
- Nine Inch Nails - Came Back Haunted (2013)
- Donovan - I am the Shaman (2021)

## Discografia
- BlueBob – con John Neff (2001)
- Crazy Clown Time (2011)
- The Big Dream (2013)
- Thought Gang – con Angelo Badalamenti (2018)

### Collaborazioni
- Eraserhead: Original Soundtrack – con Alan R. Splet (1982)
- Industrial Symphony No. 1 (colonna sonora) – con Angelo Badalamenti (1990)
- Lux Vivens (Living Light): The Music of Hildegard von Bingen – con Jocelyn Montgomery (1998)
- The Air Is on Fire: Soundscape – con Dean Hurley (2007)
- Polish Night Music – con Marek Zebrowski (2007)
- Inland Empire – con autori vari
- This Train – con Chrysta Bell (2011)
- Somewhere in the Nowhere – con Chrysta Bell (2016)
- Cellophane Memories – con Chrysta Bell (2024)

## Mostre in musei e gallerie
Riportiamo qui una lista parziale delle mostre in musei e gallerie dell’artista. La mostra tenuta alla Pennsylvania Academy of the Fine Arts (The Unified Field) è da considerarsi come uno degli eventi culturali più importanti degli anni ‘10 del 2000 secondo il The New Yorker.
- 1967: Vanderlip Gallery, Filadelfia
- 1983: Puerto Vallarta, Messico
- 1987: James Corcoran Gallery, Los Angeles
- 1987: Rodger LaPelle Galleries, Filadelfia, Pennsylvania
- 1989: Leo Castelli Gallery, New York
- 1989: James Corcoran Gallery, Los Angeles, California
- 1990: Tavelli Gallery, Aspen
- 1990: N. No. N. Gallery, Dallas, Texas
- 1991: Museum of Contemporary Art Tokyo
- 1992: Sala Parpallo, Valencia
- 1993: James Corcoran Gallery, Los Angeles
- 1995: Painting Pavilion, Open Air Museum, Hakone
- 1995: Kohn/Turner Gallery, Los Angeles, California
- 1996: Park Tower Hall, Tokyo
- 1996: Painting Pavilion, Open Air Museum, Hakone, Japan
- 1996: Namba City Hall, Osaka, Japan
- 1996: Artium, Fukuoka, Japan
- 1997: Galerie Piltzer, Parigi
- 1997: Otsu Parco Gallery, Osaka, Japan
- 2001: Centre de Cultura de Barcelona, Barcellona, Spain
- 2001: Printemps de Septembre, Tolosa, France
- 2004: Atlas Sztuki, Łódź, Poland
- 2007: The Air is on Fire: 40 years of Paintings, Photographs, Drawings, Experimental films, and Sound creations Fondation Cartier pour l'Art Contemporain, Parigi
- 2007: The Air is on Fire, La Triennale di Milano, Milano, Italy
- 2007: Fetish, Galerie du Passage, Parigi, France, with Christian Louboutin
- 2007: Inland Empire, Galerie du Jour agnès b., Parigi, France
- 2008: David Lynch: New Photographs, Epson Kunstbetrieb, Düsseldorf, Germany
- 2009: Dark Splendor, Max-Ernst-Museum, Brühl, Germany
- 2009: David Lynch: New Paintings, Griffin and Corcoran, Los Angeles, California
- 2009: The Air is on Fire, Cultural Foundation Ekaterina, Mosca, Russia
- 2009: Hand of Dreams, Item Gallery, Parigi, France
- 2009: I See Myself, Galerie des Galeries, Parigi, France
- 2009: David Lynch and William Eggleston: Photographs, Galerie Karl Pfefferle, Monaco, Germany
- 2009: Fetish, Garage Center for Contemporary Culture, Mosca, Russia
- 2009: Dark Night of the Soul, Kohn Gallery, Los Angeles, California
- 2009: Ars Cameralis Culture Institution, Katowice, Poland
- 2010: David Lynch, Mönchehaus Museum, Goslar
- 2010: David Lynch: Photographs, Galerie Karl Pfefferle, Monaco, Germany
- 2010: Crime and Punishment, from Goya to Picasso (Group Exhibition), Museo d’Orsay, Paris, France[50]
- 2010: News Prints and Drawings, Item Gallery, Parigi, France
- 2010: The Air is on Fire, GL Strand, Copenaghen, Denmark
- 2010: I Hold You Tight, Musée Jenisch, Vevey, Switzerland
- 2010: Lithos 2007-2009, Musée du dessin et de l’estampe originale, Gravelines, France
- 2010: Darkened Room, Six, Osaka, Japan; Seul, Korea
- 2010: Marilyn Manson and David Lynch: Genealogies of Pain, Kunsthalle Wien, Vienna, Austria
- 2011: David Lynch: New Paintings and Sculptures, Griffin and Corcoran, Los Angeles, California
- 2011: Works on Paper, Item Gallery, Parigi, France
- 2012: Tilton Gallery, New York, New York
- 2012: Lost Paradise (Group Exhibition), Mönchenhaus Museum, Goslar, Germany
- 2012: Chaos Theory of Violence and Silence, La Foret Museum, Tokyo, Japan
- 2012: It Happened at Night, Galerie Karl Pfefferle, Monaco, Germany
- 2012: Tomio Koyama Gallery, Tokyo, Japan
- 2012: Man Waking From Dream, Fonds Régional d'Art Contemporain Auvergne, Clermont-Ferrand, France
- 2012: Galerie Chelsea, Sylt
- 2012: Galerie Pfefferle, Monaco di Baviera
- 2013: Naming, Kayne Griffin Corcoran, Los Angeles, California. Curated by Brett Littman, Executive Director of The Drawing Center, New York
- 2013: David Lynch: New Works, Kayne Griffin Corcoran, Los Angeles, California
- 2013: Hypnotherapy (Group Exhibition), Kent Fine Art, New York, New York
- 2013: Circle of Dreams, Centre de la Gravure et de l’Image imprimée de la Fédération Wallonie-Bruxelles, La Louvière, Belgium
- 2013: Galerie Barbara von Stechow, Francoforte sul Meno
- 2014: The Photographers´ Gallery, Londra
- 2014: Naming, Middlesbrough Institute of Modern Art, Middlesbrough, England. Curated by Brett Littman, Executive Director of The Drawing Center, New York
- 2014/15: David Lynch: The Unified Field, The Pennsylvania Academy of the Fine Arts, Filadelfia, Pennsylvania
- 2014: Small Stories, La maison Européenne de la Photographie, Parigi, France
- 2014: The Factory Photographs, Fondazione MAST, Bologna, Italy
- 2014: The Factory Photographs, The Photographers’ Gallery, Londra, United Kingdom
- 2015: David Lynch: Between Two Worlds, Queensland Gallery of Modern Art, Brisbane, Queensland
- 2017: Silence and Dynamism, Centre of Contemporary Art Znaki Czasu, Toruń, Polonia
- 2018: I was a teenage insect, Kayne Griffin Corcoran, Los Angeles
- 2018/19: Simeone is in my house, Bonnefantenmuseum, Maastricht, Paesi Bassi
- 2018: Les Visitants: Guillermo Kutica and the Fondation Cartier Collection, Kirchner Cultural Centre, Sarmiento, Argentina

## Riconoscimenti
- Premio Oscar
  - 1981 – Candidatura al miglior regista per The Elephant Man
  - 1981 – Candidatura alla migliore sceneggiatura non originale per The Elephant Man
  - 1987 – Candidatura al miglior regista per Velluto blu
  - 2002 – Candidatura al miglior regista per Mulholland Drive
  - 2020 – Oscar onorario
- Golden Globe
  - 1981 – Candidatura per il miglior regista per The Elephant Man
  - 1987 – Candidatura per la migliore sceneggiatura per Velluto blu
  - 2002 – Candidatura per il miglior regista per Mulholland Drive
  - 2002 – Candidatura per la migliore sceneggiatura per Mulholland Drive

- British Academy Film Awards
  - 1981 – Candidatura per il miglior regista per The Elephant Man
  - 1981 – Candidatura per la migliore sceneggiatura per The Elephant Man

- Festival di Cannes
  - 1990 – Palma d'oro per Cuore selvaggio
  - 1992 – Candidatura per la Palma d'oro per Fuoco cammina con me
  - 1999 – Candidatura per la Palma d'oro per Una storia vera
  - 2001 – Prix de la mise en scène per Mullholand Drive
  - 2001 – Candidatura per la Palma d'oro per Mullholand Drive

- Mostra internazionale d'arte cinematografica
  - 2006 – Leone d'oro alla carriera[9]

- Premio César
  - 1982 – Miglior film straniero per The Elephant Man
  - 2002 – Miglior film straniero per Mullholand Drive

- Altri riconoscimenti
  - È stato nominato Cavaliere della Legion d'Onore in occasione del Festival di Cannes del 2002,[51] e nel 2007 è stato promosso a Officier dal presidente Nicolas Sarkozy.[52]
  - Velluto blu, Una storia vera e Mulholland Drive vengono inseriti nella lista del New York Times "The Best 1,000 Movies Ever Made".[53]
  - Lynch è stato descritto da The Guardian come "il regista più importante di quest'epoca",[54] mentre AllMovie l'ha definito "l'uomo del Rinascimento del Cinema moderno americano".[55]

## Doppiatori italiani
- Renato Cortesi ne I segreti di Twin Peaks, Fuoco cammina con me, Twin Peaks (2017)
- Dario Penne in Louie
- Donato Sbodio in Lucky
- Gianni Giuliano in The Fabelmans

Da doppiatore è stato sostituito da:
- Gianluca Machelli in The Cleveland Show, I Griffin (ep. 08x19)
- Renato Cortesi ne I Griffin (ep. 15x19)

## Opere
- David Lynch, Mark Frost e Richard Saul Wurman, Welcome to Twin Peaks: Access Guide to the Town, Pocket Books, 1991, ISBN 978-06-7174-399-4.
- David Lynch, Images, Hyperion Books, 1994, ISBN 978-07-8686-060-9.
- David Lynch, In acque profonde (Catching the Big Fish), Mondadori, 2006, ISBN 978-88-0457-480-4.
- David Lynch, The Marriage of Picture and Sound (audiolibro), Brigade Commerz, 2012, ISBN 978-38-6984-055-0.
- David Lynch e Kristine McKenna, Lo spazio dei sogni (Room to Dream), Mondadori, 2018, ISBN 978-88-5208-929-9.